# Inka Nousiainen
Inka Nousiainen (née le 10 mars 1976  à Juva) est une écrivaine finlandaise.

## Biographie
En 202, Inka Nousiainen obtient un Master en philosophie de l'Université de Tampere. 
Elle commence sa carrière d'écrivain à 17 ans en publiant son roman Kivienkeli (1993). 
Inka Nousiainen écrit aussi des textes de chansons enregistrés par exemple par Samae Koskinen Ninni Poijärvi, Jenni Vartiainen, Katri Ylander, Stella, Emma Salokoski, Johanna Kurkela et Viisi (fi).

## Ouvrages
- (fi) Kivienkeli, Otava, 1993
- (fi) Kiinalaiset kengät, Otava, 1996
- (fi) Seitti, Otava, 1998
- (fi) Kaksi kevättä, Otava, 2001
- (fi) Karkkiautomaatti, Otava, 2003
- (fi) Arvaa ketä ajattelen, WSOY, 2007
- (fi) Kirkkaat päivä ja ilta, Siltala, 2013
- (fi) Yökirja  (ill. Satu Kettunen), Helsinki, Tammi, 2015, 34 p. (ISBN 978-951-31-8453-7)

## Récompenses
- Prix culturel de la ville de Juva (1994)
- Prix Topelius  (1994)
- Prix Savonia (1997)
- Prix littéraire de la ville de Tampere (2002)
- Prix Tiiliskivi (2016)